# Vienna Calling
A Vienna Calling Falco osztrák énekes 1985-ös kislemeze. A dal az előadó más számaihoz hasonlóan hatalmas sláger volt.
A dal hallható Falco harmadik nagylemezén is.